# Rodebjer
Rodebjer är ett klädmärke grundat 1999 av den svenske designern Carin Rodebjer. Rodebjer har presenterats som en av de 10 svenska modeföretag som hjälpt till att skapa begreppet "Det svenska modeundret".
Företaget har 2 butiker i Stockholm och en internationell webbutik.